# Colletotrichum acutatum
Colletotrichum acutatum J.H. Simmonds – gatunek grzybów z rodziny Glomerellaceae. Mikroskopijny grzyb pasożytniczy u roślin wywołujący choroby zwane antraknozami.

## Systematyka i nazewnictwo
Pozycja w klasyfikacji według Index Fungorum: Glomerellaceae, Glomerellales, Hypocreomycetidae, Sordariomycetes, Pezizomycotina, Ascomycota, Fungi.
Po raz pierwszy takson ten opisał w 1968 r. J.H. Simmonds na melonowcu właściwym (Carica papaya) w Queensland. Synonimy:
- Colletotrichum acutatum J.H. Simmonds 1965
- Colletotrichum acutatum f. pineum Arx 1981
- Glomerella acutata Guerber & J.C. Correll 2001[3].

Uznana nazwa naukowa pochodzi od anamorfy. Teleomorfa opisywana została jako Glomerella acutata.

## Charakterystyka
Znana jest głównie anamorfa. Od innych gatunków Colletotrichum odróżnia się głównie wąskimi (o szerokości poniżej 5 μm) i ostro zakończonymi konidiami. Jednakże konidia te są zróżnicowane pod względem kształtu i wielkości, co utrudnia identyfikację gatunku, szczególnie trudno go odróżnić od Glomerella cingulata. W 2001 r. udało się zaobserwować teleomorfę w hodowli in vitro.
W warunkach naturalnych na porażonych miejscach, w środkowej części nekroz grzybnia tworzy zlepioną śluzem masę konidiów o barwie od łososiowej do brązowej. Następuje to w czasie wilgotnej pogody. Podczas suchej pogody masa ta wysycha tworząc skorupkę. Konidia tworzą się pod skórka rośliny w licznych acerwulusach o średnicy do 0,5 mm. Szczecinki powstają rzadko. Są brązowe, gładkie, proste, lub nieco zgięte, o zwężonych wierzchołkach i wymiarach 46–85 × 3–4 μm. Komórki konidiotwórcze typu fialida powstają w górnej
warstwie komórek acerwulusa. Charakterystyczną cechą są także brązowe przycistki z gładkim brzegiem, o średnicy 6–11 × 4–8 μm.
W hodowli na PDA grzyb rozwija się stosunkowo wolno, tworząc jasnoszarą, czasami różowawą kolonię.
Kolonie powinny być jasnoszare (okazyjnie różowe).
Colletotrichum acutatum jest na świecie szeroko rozprzestrzeniony. Powoduje on antraknozę u licznej grupy gatunków roślin. Wśród roślin uprawnych są to m.in.: jabłoń domowa, zawilec, cyklamen, łubin, sosna, truskawka i borówka wysoka. U roślin uprawnych w Polsce powoduje choroby: antraknoza borówki wysokiej, antraknoza truskawki i antraknoza zawilca.